# غيرمانيا (أين)
جرمانيا (بالفرنسية: Germagnat)‏ هي بلدية فرنسية تقع في إقليم الأين في فرنسا. رمز إنسي لها هو:1172. أما الرمز البريدي لها فهو: 1250.